# Nanosellini
Nanosellini (лат.) — триба мельчайших жуков из семейства перокрылки (Ptiliidae), мельчайшие представители отряда жесткокрылые и одни из мельчайших насекомых в фауне России. Первоначально была выделена американским колеоптерологом Гербертом Барбером (Herbert Spencer Barber; 1882—1950) в 1924 году в качестве отдельно подсемейства Nanosellinae. В России представлены в том числе видом Nanosella russica, впервые найденном на Дальнем Востоке на острове Русский (Приморский край).

## Описание
Отличаются экстремально микроскопическими размерами, ставящими их в разряд мельчайших насекомых и, в целом, среди всех многоклеточных организмов. Длина тела от 0,25 (Nanosella fungi) до 0,8 мм. Антенны 10—11-члениковые. Формула члеников лапок от 2-2-2 до 3-3-3. Жуки обитают в споровместилищах трутовых грибов. Распространены повсеместно.

## Систематика
Около 30 родов.
- Baranowskiella — Cylindrosella — Cylindroselloides — Fijisella — Fijiselloides — Garicaphila — Hydnosella — Isolumpia — Limulosella — Mikado — Nanosella — Nellosana — Nellosanoides — Nepalumpia — Paratuposa — Phililumpia — Porophila — Primorskiella — Scydosella (Scydosella musawasensis) — Scydoselloides — Sikhotelumpia — Suterina — Tasmangarica — Throscidium — Throscoptilium — Throscoptiloides — Throscosana — Ussurilumpia — Vitusella
- Nanosella russica — Россия, остров Русский (Приморский край)[1].